# Arnaldur
Arnaldur, Arnvald ou Arnald (en vieux norrois Arnaldr, en latin Arnaldus, en français Arnaud) est le premier évêque du Groenland.

## Biographie

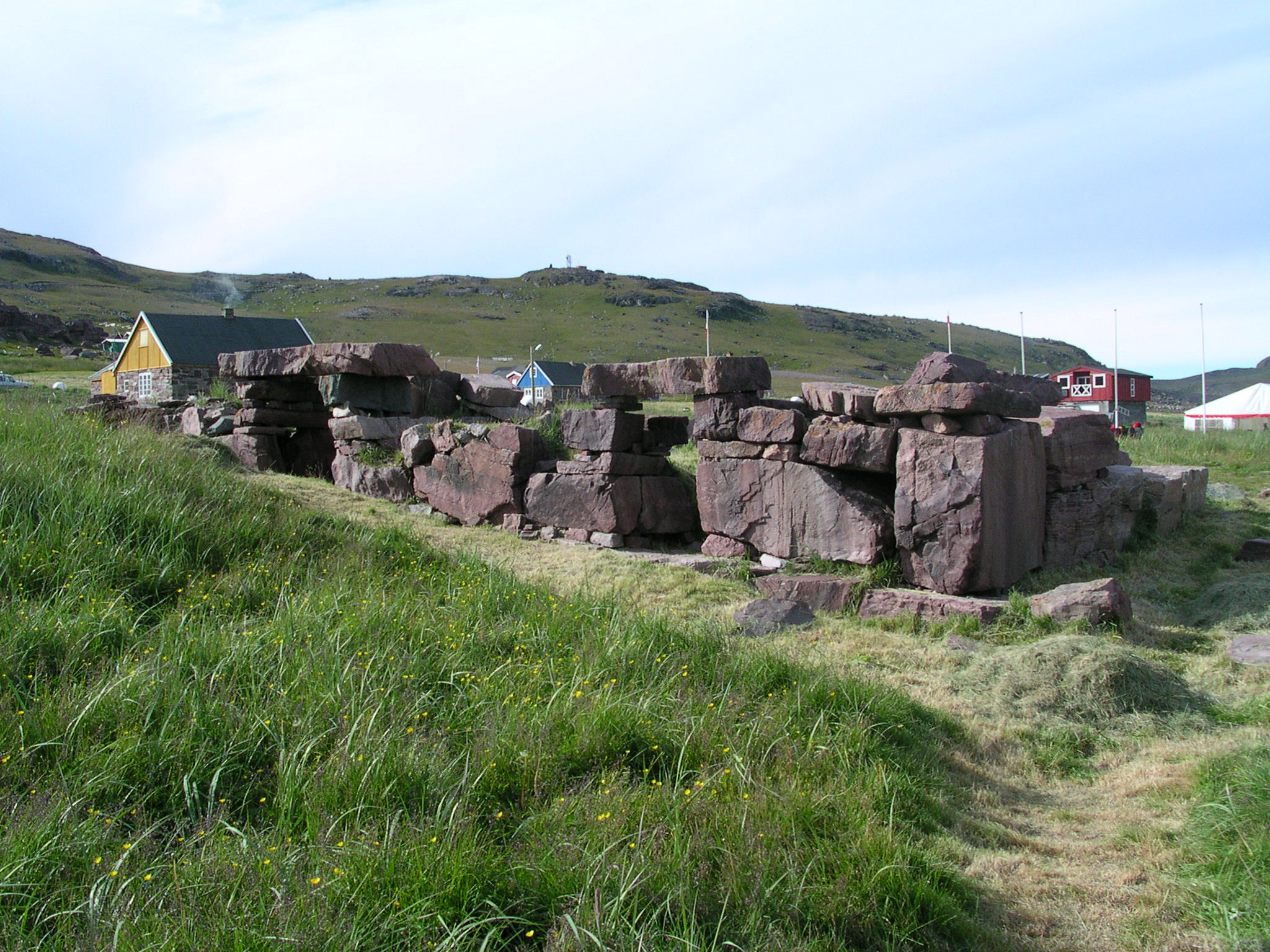
Ruines de la cathédrale Saint-Nicolas de Garðar.

Sacré évêque à Lund en 1124 par l'archevêque Asser, il se rend d'abord en Norvège puis en Islande, où il passe l'hiver en compagnie de Sæmundur le Savant. En 1126, Arnaldur part pour le Groenland et fixe sa résidence d'évêque à Garðar, où il fonde la première cathédrale du Groenland, construite en grès rouge et dédiée à saint Nicolas, patron des marins.
En 1150, il retourne en Norvège où il devient évêque de Hamar en 1152.